# Сейджвілл (Айова)
Сейджвілл (англ. Sageville) — місто (англ. city) в США, в окрузі Дюб'юк штату Айова. Населення — 95 осіб (2020).

## Географія
Сейджвілл розташований за координатами 42°32′52″ пн. ш. 90°42′14″ зх. д. / 42.54778° пн. ш. 90.70389° зх. д. (42.547906, -90.703949).  За даними Бюро перепису населення США в 2010 році місто мало площу 1,78 км², уся площа — суходіл. В 2017 році площа становила 2,23 км², уся площа — суходіл.

## Демографія
Згідно з переписом 2010 року, у місті мешкали 122 особи в 55 домогосподарствах у складі 37 родин. Густота населення становила 68 осіб/км².  Було 57 помешкань (32/км²).
Расовий склад населення:
| - 99,2 % — білих - 0,8 % — корінних американців |

До двох чи більше рас належало 0,0 %. Частка іспаномовних становила 0,8 % від усіх жителів.
За віковим діапазоном населення розподілялося таким чином: 19,7 % — особи молодші 18 років, 63,9 % — особи у віці 18—64 років, 16,4 % — особи у віці 65 років та старші. Медіана віку мешканця становила 45,7 року. На 100 осіб жіночої статі у місті припадало 114,0 чоловіків;  на 100 жінок у віці від 18 років та старших — 117,8 чоловіків також старших 18 років.
Середній дохід на одне домашнє господарство  становив 53 440 доларів США (медіана — 51 250), а середній дохід на одну сім'ю — 63 768 доларів (медіана — 64 688). За межею бідності перебувало 7,3 % осіб, у тому числі 0,0 % дітей у віці до 18 років та 0,0 % осіб у віці 65 років та старших.
Цивільне працевлаштоване населення становило 49 осіб. Основні галузі зайнятості: виробництво — 18,4 %, освіта, охорона здоров'я та соціальна допомога — 18,4 %, оптова торгівля — 12,2 %, роздрібна торгівля — 12,2 %.